# Leslie Brooks
Leslie Brooks (nacida Virginia Leslie Gettman; 13 de julio de 1922 – 1 de julio de 2011) fue una actriz de cine, modelo y bailarina estadounidense.

## Primeros años
Nacida en Lincoln, Nebraska, sus padres la llevaron al sur de California a una edad temprana, donde hacia 1940 empezó a trabajar como modelo fotográfica. Al principio de su carrera en el mundo del espectáculo apareció como Lorraine Gettman.

## Carrera

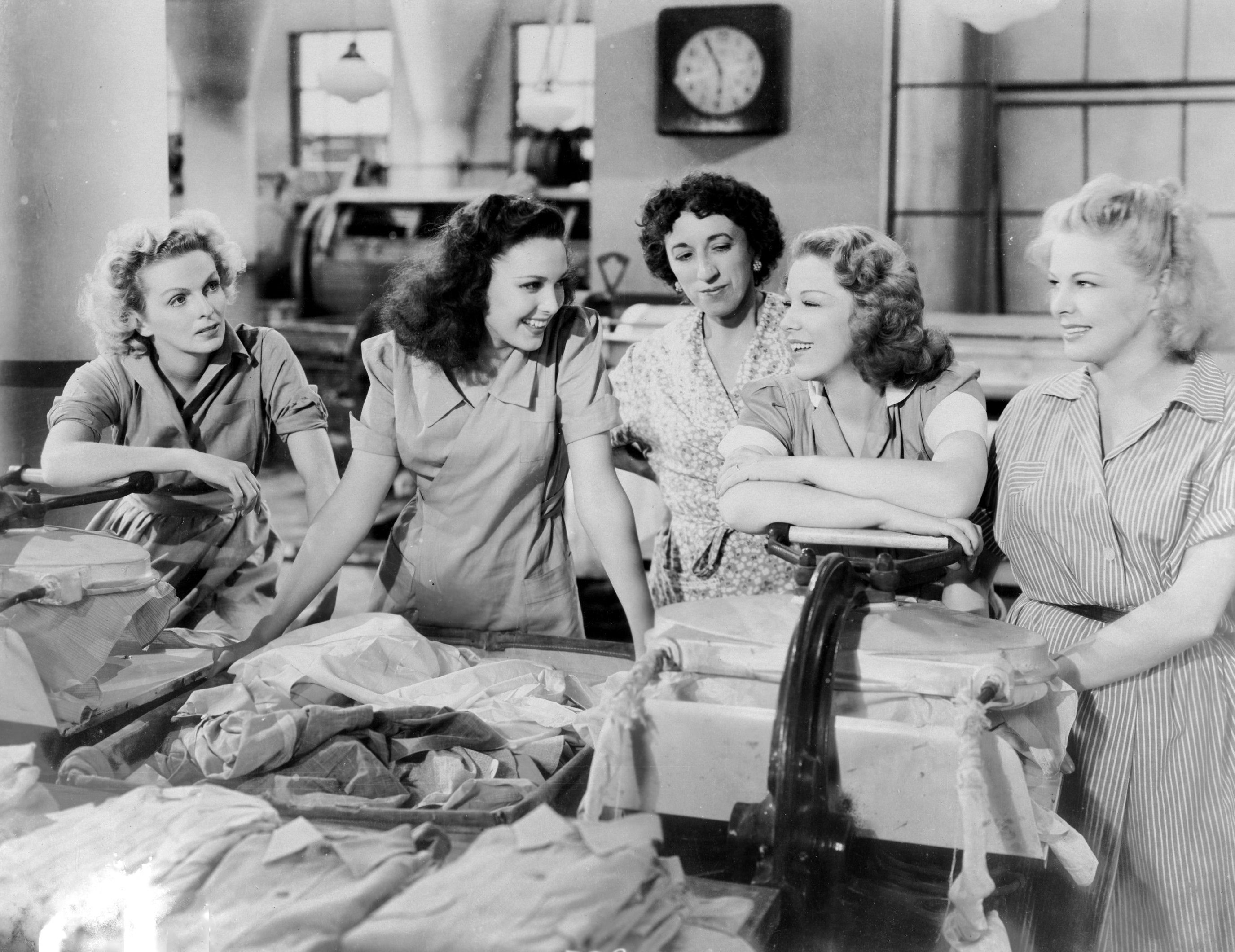
(I-D): Doris Dudley, Linda Darnell, Margaret Hamilton, Glenda Farrell y Leslie Brooks en City Without Men (1943)

Como Leslie Brooks, empezó a aparecer en papeles secundarios para Columbia en 1941. Brooks empezó a conseguir papeles más importantes en películas como Nine Girls (1944), Cover Girl (1944) y el papel principal en el clásico del cine negro Blonde Ice (1948). Se retiró del cine en 1949, pero volvió para rodar una última película en 1971.

## Vida personal
Brooks nació en Lincoln, Nebraska, el 13 de julio de 1922, hija de Paul y Fern Clark Gettman. Pasó gran parte de su infancia con sus abuelos paternos, que regentaban un hotel en Crofton, y asistió al instituto en Omaha. Brooks se casó dos veces y tuvo cuatro hijas. Se casó con su primer esposo, el actor Donald Anthony Shay, el 6 de enero de 1945, en Beverly Hills, California. Tuvieron una hija, Leslie Victoria (nacida en 1945), y se divorciaron en 1948. En 1950, se casó con Russ Vincent, actor y, más tarde, promotor inmobiliario de éxito en Hollywood. Había aparecido con él en la película de 1948 Blonde Ice. Estuvieron casados hasta la muerte de él, 51 años después. Brooks y Vincent tuvieron tres hijas: Dorena Marla (nacida en 1954), Gina L. (nacida en 1956) y Darla R. (nacida en 1960).

## Muerte
Brooks murió el 1 de julio de 2011, a la edad de 88 años en Sherman Oaks, California y fue enterrada en el Forest Lawn, Hollywood Hills Cemetery en Los Ángeles.

## Filmografía seleccionada
| - Yankee Doodle Dandy (1942) como corista en "Little Johnny Jones" (sin acreditar) - You Were Never Lovelier (1942) como Cecy Acuña - Lucky Legs (1942) como Jewel Perkins - Overland to Deadwood (1942) como Linda Banning - Underground Agent (1942) como Ann Carter - Two Señoritas from Chicago (1943) como Lena Worth - City Without Men (1943) como Gwen - What's Buzzin', Cousin? (1943) como Josie (1943) - Nine Girls (1944) como Roberta Holloway - Cover Girl (1944) como Maurine Martin | - Tonight and Every Night (1945) como Angela - I Love a Bandleader (1945) como Ann Stuart - The Secret of the Whistler (1946) como Kay Morrell - The Man Who Dared (1946) como Lorna Claibourne - Cigarette Girl (1947) como Ellen Wilcox - Romance on the High Seas (1948) como Miss Medwick - Blonde Ice (1948) como Claire Cummings Hanneman - Hollow Triumph (1948) como Virginia Taylor - The Cobra Strikes (1948) como Olga Kaminoff - How's Your Love Life? (1971) como Dr. Maureen John |